# هوانگبو
هوانگبو (به انگلیسی: Hwangbo) (زاده ۱۶ اوت ۱۹۸۵) خواننده و بازیگر اهل کره جنوبی است.